# Улица Маркова (Алма-Ата)
Улица Маркова - улица в Бостандыкском районе города Алматы. Проходит с севера на юг, начинаясь от улицы Шагабутдинова чуть выше (южнее) улицы Сатпаева  и заканчивается на проспекте Аль-Фараби, идет западнее улицы Байтырсынова. Улица состоит из трех участков.

## История и названия
Кооперативная - первое название улицы.
В июне 1980 года была названа в честь Сергея Николаевича Маркова (1906-1979) - русский советский поэт, прозаик, историк, географ, путешественник, архивист, этнограф. В 1930—1932 гг. путешествовал по Средней Азии, был в Тянь-Шане, где участвовал в операциях против нарушителей советских границ с Западным Китаем. Позже упомянет эти места в своих произведениях.

## Структура улицы
Улица делится на три участка:
1. От Бульвара Бухар-Жырау является односторонней вниз (на север) и переходит в двухстороннюю улицу Шагабутдинова, заканчиваясь на улице Сатпаева. Участок улицы Шагабутдинова от Бульвара Бухар-Жырау является односторонним дублером вверх (на юг).
2. Выше (южнее) Бульвара Бухар-Жырау становится двухсторонней и ведет в жилые массивы.Заканчивается чуть не доходя пешеходной арки перегороженной для транспорта.
3. Начинается на 200 метров ниже (южнее) улицы Габдуллина и является продолжением улицы Павлова. Затем идет вверх до проспекта Аль-фараби.

Улица пересекает улицы Минина, Пожарского, Пирогова, Тимирязева и Попова. Улица является восточной границей микрорайона "Коктем-1".

### Продолжение улицы
Южнее проспекта Аль-Фараби улица переходит в улицу Жамакаева (названа в честь казахского композитора Бекена Жамакаева, ранее - улица 60 лет комсомола). Улица разветляется на 4 небольшие части в южной части микрорайона Горный Гигант.
Улица часто ошибочно называется улицей Маркова. До строительство на проспекте Аль-Фараби транспортных развязок и раздельного ограждения улицы перетекали одну в другую. На перекрестке с проспектом был светофор.
На улице расположены множество столовых, объединенных общим народным названием "Узбечка". При проезде часто также ошибочно говорят - по Маркова вверх в "Узбечку".

## Здания и учреждения
Вдоль и рядом улицей Маркова расположены:
- Центральный стадион;
- городская студенческая поликлиника[2];
- специализированный межрайонный административный суд г. Алматы;
- государственная корпорация Правительство для граждан Медеуского района. Ранее - ЦОН, центр обслуживания населения;
- департамент статистики Алматинской области

## Общественный транспорт
Множество транспорта проходит на пересечениях:
- с улицей Сатпаева - остановка "Центральный стадион" автобусы №18 (только на юго-запад), 95 и 121;
- с бульваром Бухар жырау - автобус №18 (только на северо восток);
- с улицей Тимирязева проходит множество автобусов и троллейбусов;
- с проспектом Аль-Фараби - автобусы №38, 63 и 127